# 大学設置基準
大学設置基準（だいがくせっちきじゅん；英語名称：University Establishment Standards）は、学校教育法（昭和22年法律第26号）第3条、第8条及び第142条の規定に基づき、大学（専門職大学及び短期大学を除く）を設置するのに必要な最低の基準を定めた文部省（現在の文部科学省）の省令である。

## 構成
- 第一章　総則（第1条―第2条の3）
- 第二章　教育研究上の基本組織（第3条―第6条）
- 第三章　教員組織（第7条―第13条）
- 第四章　教員の資格（第13条の2―第17条）
- 第五章　収容定員（第18条）
- 第六章　教育課程（第19条―第26条）
- 第七章　卒業の要件等（第27条―第33条）
- 第八章　校地、校舎等の施設及び設備等（第34条―第40条の3）
- 第九章　事務組織等（第41条・第42条）
- 第十章　雑則（第43条―第45条）
- 附則